# Марк Туллий Цериал
Марк Ту́ллий Цериа́л (лат. Marcus Tullius Cerialis; умер после 100 года) — римский политический деятель из плебейского рода Туллиев, консул-суффект в 90 году.

## Биография
О биографии Цериала сохранилось очень мало сведений. В 90 году он занимал должность консула-суффекта вместе с Гнеем Помпеем Катуллином. В 99 и 100 годах Цериал участвовал в расследовании дела сенатора Мария Приска, обвинённого в вымогательстве. Об этом известно из одного письма Плиния Младшего, председательствовавшего на суде, который ошибочно назвал Цериала Тукцием.